# 学習院大学文学部
学習院大学文学部（がくしゅういんだいがくぶんがくぶ、英称:Faculty of Letters）は、学習院大学が設置する文学部。

## 概要
1949年（昭和24年）に新制大学として学習院大学が設置された際に、哲学科、文学科及び政治学科からなる文政学部として発足した。1952年（昭和27年)に政経学部と文学部に分離して以降、文学部は、幾度か学科の新設や学科の名称変更を経て現在に至る。
天皇徳仁が1982年（昭和57年）に史学科を卒業、愛子内親王も2020年（令和2年）4月から日本語日本文学科に在学中など、皇室にも縁が深い。
2020年4月に就任した日本近代文学研究者で教授の山本芳明の後を継いで、2022年（令和4年）4月からは、日本語学研究者で教授の前田直子が文学部長に就任した。

## 学科
- 哲学科
- 史学科
- 日本語日本文学科
- 英語英米文化学科
- ドイツ語圏文化学科
- フランス語圏文化学科
- 心理学科
- 教育学科

## 主な教職員
詳細は「学習院大学の人物一覧」を参照
- 中条省平（フランス語圏文化学科）

## 著名な出身者
詳細は「学習院大学の人物一覧」を参照

### 皇室関係

#### 皇室
- 徳仁
- 愛子内親王
- 文仁親王妃紀子
- 佳子内親王（中退）
- 彬子女王

#### 元皇族
- 島津貴子（中退） - 昭和天皇第5皇女清宮貴子内親王・島津久永夫人
- 近衞甯子 - 三笠宮崇仁親王第1女子甯子内親王・近衛忠煇夫人
- 黒田清子 - 第125代天皇、上皇明仁第1皇女紀宮清子内親王・黒田慶樹夫人
- 千家典子 - 高円宮憲仁親王第2女子典子女王・千家国麿夫人

### その他（学術・文化・芸能・スポーツ等）
- 吉村昭（中退） - 作家
- 豊崎光一 - フランス文学者
- 篠沢秀夫 - フランス文学者、学習院大学名誉教授
- 徳川宗賢 - 言語学者・国語学者
- 塩野七生 - 歴史作家、小説家
- 児玉清 - 俳優、タレント、司会者
- 服部公一（中退） - 作曲家
- 黛りんたろう - ドラマ番組ディレクター、演出家
- 小沼純一 - 文化批評家・詩人
- 中条省平 - 仏文学者
- 守本奈実 - NHKアナウンサー
- 海老原優香 - フジテレビのアナウンサー
- 伊藤隆佑 - TBSテレビのアナウンサー
- オノ・ヨーコ（中退） - 芸術家
- 市川南 - 映画プロデューサー、東宝株式会社取締役専務執行役員
- 小林明子 - シンガーソングライター
- 羽賀翔一 - 漫画家
- 笹沼樹 - チェリスト
- ビッケブランカ（中退） - シンガーソングライター
- 池田有希子 - 女優